# Cantone di Tavernes
Il Cantone di Tavernes era una divisione amministrativa dell'arrondissement di Brignoles.
È stato soppresso a seguito della riforma complessiva dei cantoni del 2014, che è entrata in vigore con le elezioni dipartimentali del 2015.
Comprendeva i comuni di:
- Artignosc-sur-Verdon
- Fox-Amphoux
- Moissac-Bellevue
- Montmeyan
- Régusse
- Sillans-la-Cascade
- Tavernes